# Porites colonensis
Porites colonensis är en korallart som beskrevs av Vassil Zlatarski 1990. Porites colonensis ingår i släktet Porites och familjen Poritidae. IUCN kategoriserar arten globalt som otillräckligt studerad. Inga underarter finns listade i Catalogue of Life.